# Pastoral sakramenata
Pastoral sakramenata, dio pastoralnog bogoslovlja. Sakramenti u pastoralnoj perspektivi polaze „od punine čovjekova života“. Utemeljeni su na antropološkoj, kristološko-pneumatološkoj i ekleziološkoj osnovi s osobitim naglaskom na znakovima/simbolima Božjeg djelovanja u povijesno aktualnome kontekstu. Student svladavanjem kolegija pastorala sakramenata stječe pastoralnu kompetenciju suvremenog poimanja sakramenata općenito, i posebno pojedinih sakramenata u konkretnim uvjetima života.